# Au-delà de cette limite votre ticket n'est plus valable
Pour les articles homonymes, voir Au-delà de cette limite votre ticket n'est plus valable (homonymie).
 (janvier 2012).
Si vous disposez d'ouvrages ou d'articles de référence ou si vous connaissez des sites web de qualité traitant du thème abordé ici, merci de compléter l'article en donnant les références utiles à sa vérifiabilité et en les liant à la section « Notes et références ».
 (juin 2008).
Améliorez-le ou discutez des points à vérifier. 
Au-delà de cette limite votre ticket n’est plus valable est un roman de Romain Gary paru en 1975.

## Résumé
Le personnage de Jacques Rainier est un homme d’affaires puissant que la puissance s’apprête à quitter. Le monologue intérieur du personnage divague entre déclin du monde, déclin de ses affaires, déclin sexuel, déclin de sa vie conjugale. Un fantasme va prendre corps dans un homme jeune, espagnol, pauvre, fort, fragile, idéal, que Rainier va utiliser comme générateur de libido. Dans le texte, c'est l'écriture qui sert à la fois de révélateur et de frein aux angoisses. Par son détournement du tragique du monde et du langage en un monologue  de la relation amoureuse, c'est comme si la chute de l'empire tentait, en voulant se redresser et en se trouvant dérisoire, qu'un couple se rapproche, pour mettre un début à ce qui se termine. 
La tour de Pise ne se redressera plus jamais. Pas plus que la virilité de Jacques Rainier, qui atteint l’âge où le déclin de la prostate entraîne le déclin du monde, ou l’inverse, à moins qu’aucun rapport n’existe... Pas si sûr, le narrateur fait douter, fait danser sur la corde du connu et de l'inconnu. Connu de la petite phrase, inconnu du sens sous-entendu propre à chacun, et que nous partageons petit à petit, page après page. Jusqu'à ce que l'étrangeté de la phrase nous devienne plus familière qu'elle ne le sera jamais au personnage de Laura, amante jeune et brésilienne, aux prises avec ces détours si masculins, tandis que son vieil amant peine à comprendre une logique brésilienne dont le langage franbrasilien est tout aussi touffu d'images mystérieuses, de traductions erronées, de poésie spontanée, que celui de Rainier. 
La locution à double tranchant du titre résume ses détournements de lieux communs. Les idiomatismes quotidiens de Gary transforment en pierres blanches la vie des personnages. 
Les personnages semblent éloigner de nous un sens qui pourrait être plus clair, avec leur manière de substituer des mots, de les inverser, de faire glisser ce que nous connaissons trop loin de nous. Pourtant, par cette opération même, leur langage se rapproche au point de se confondre avec nous : nous devons interpréter ces propos plein de secrets, pour en faire nos propres secrets. Comme dans La Vie devant soi, d'Ajar alias Gary, où le monde est vu par, montré par les mots de, il n'y a pas meilleure façon de voir le monde que par les mots des autres : c'est l'essence même de la littérature, de la lecture, de l'écriture.

## Adaptation cinématographique
- 1981 :  Au-delà de cette limite votre ticket n'est plus valable (Your Ticket Is No Longer Valid), film canadien réalisé par George Kaczender avec Richard Harris, George Peppard et Jeanne Moreau